# Peperoncini ripieni
I peperoncini ripieni o peperoncini piccanti ripieni sono una conserva italiana tradizionale della Calabria e del Piemonte. Essi sono un prodotto agroalimentare tradizionale della Calabria, e sono maggiormente diffusi nelle regioni dell'Italia meridionale.

## Preparazione
Vengono preparati utilizzando peperoncini tondi colti a piena maturazione. Dopo essere stati lavati e privati dei semi, i peperoncini vengono cotti ad alta temperatura per pochi minuti e immersi in una miscela di aceto, vino e spezie. In seguito vengono riempiti con tonno e capperi. Nella variante piemontese, i peperoncini ripieni vengono farciti con un pezzetto di acciuga. Successivamente, gli ortaggi vengono racchiusi in un vasetto di vetro riempito di olio extravergine.